# Ascolta
Ascolta è un album dei Pooh pubblicato nel maggio 2004.

## Il disco
Uscito quasi due anni dopo il musical Pinocchio, contiene quattordici canzoni ed è il più lungo del complesso.
Album in gran parte registrato in presa diretta (senza aiuto del computer) vuole riscoprire l'energia, la grinta e la coralità dei lavori degli inizi.
Vi è la presenza di brani che parlano d'amore: Io e te, Quando anche senza di me, entrambe cantate da Red Canzian, Scusami, cantata da Dodi Battaglia, Cosa sarà di noi, cantata da Roby Facchinetti, Per dimenticare te, cantata da Stefano D'Orazio, e Primi amori, cantata da Roby Facchinetti, come il brano di apertura dell'album: Ascolta.
Inoltre vi è la presenza di brani sbarazzini come 335 - la posta del cuore, cantata da Dodi Battaglia, Quando anche senza di me, cantata da Red Canzian, Vivi, cantata da Roby Facchinetti, e Dove sono gli altri tre, cantata da Stefano D'Orazio.
Infine vi è la presenza di un brano su cosa sarà il futuro, come Domani, cantata da Roby Facchinetti.
Curiosità: si tratta dell'unico album della storia del gruppo in cui due canzoni vengono cantate interamente da Stefano D'Orazio: Per dimenticare te e Dove sono gli altri tre; inoltre anche nel brano La donna di cuori, pur cantato coralmente, i finali dei ritornelli sono cantati da lui. 
È anche l’unico album in studio che presenta ben 7 canzoni firmate dal batterista ed è l'ultimo album di inediti con la formazione classica, Roby, Dodi, Stefano e Red.

## Tracce
1. Ascolta (Facchinetti-Negrini) - 5'01" - Voce principale: Roby
2. Capita quando capita (Canzian-D'Orazio) - 4'25" - Voci principali: Red, Stefano, Dodi, Roby
3. Vivi (Facchinetti-D'Orazio) - 4'26" - Voce principale: Roby
4. Scusami (Battaglia-Negrini) - 4'08"' - Voce principale: Dodi
5. Per dimenticare te (Facchinetti-Negrini) - 4'20" - Voce principale: Stefano
6. Cosa sarà di noi (Facchinetti-D'Orazio) - 4'59" - Voce principale: Roby
7. Stella (Battaglia-Negrini) - 3'43" - Voce principale: Dodi
8. Io e te (Canzian-D'Orazio) - 4'28" - Voce principale: Red
9. 335 - La posta del cuore (Battaglia-D'Orazio) - 4'06" - Voce principale: Dodi
10. Quando anche senza di me (Canzian-Negrini) - 4'23" - Voce principale: Red
11. La donna di cuori (Battaglia-D'Orazio) - 4'02" - Voce principale: Stefano
12. Primi amori (Facchinetti-Negrini) - 4'24" - Voce principale: Roby
13. Dove sono gli altri tre (Canzian-D'Orazio) - 4'27" - Voce principale: Stefano
14. Domani (Facchinetti-Negrini) - 5'57" - Voce principale: Roby

## Formazione
- Roby Facchinetti - voce e tastiere
- Dodi Battaglia - voce e chitarre
- Stefano D'Orazio - voce e batteria
- Red Canzian - voce e basso

## Classifiche

### Classifiche settimanali
| Classifica (2004) | Posizione massima |
| ----------------- | ----------------- |
| Italia            | 1                 |

### Classifiche di fine anno
| Classifica (2004) | Posizione |
| ----------------- | --------- |
| Italia            | 35        |